# 50度線

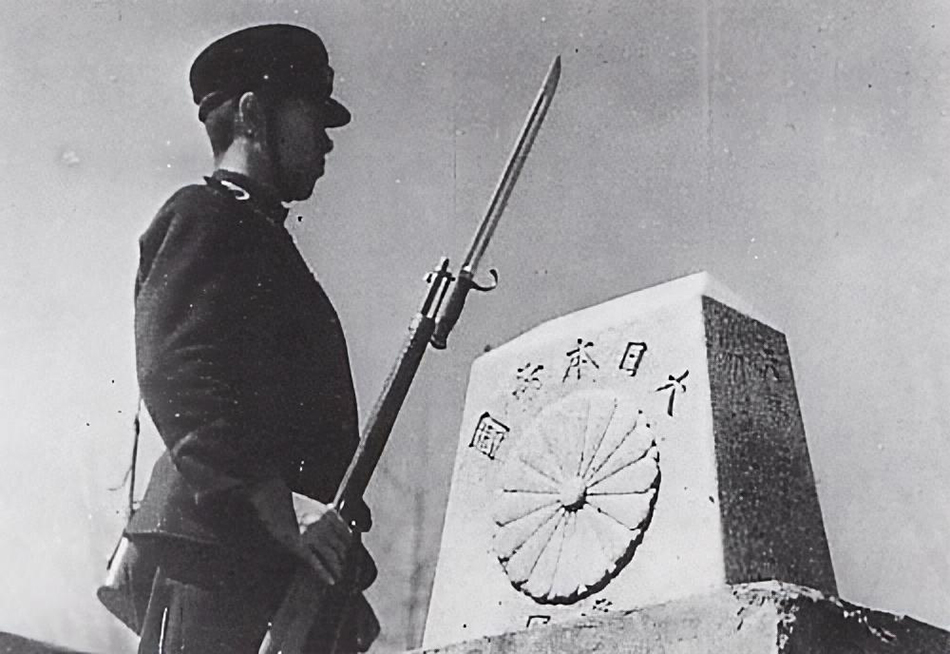
北緯50度線の国境を警備する警察官

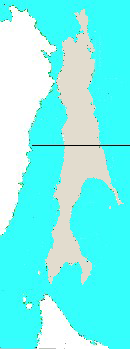
樺太の50度線

50度線（ごじゅうどせん）とは、北緯50度を通る緯線。本稿では特に、日露戦争後の1905年から1945年までの40年間の間、北緯50度線上にあって樺太を南北に分けていた日露（日ソ）の国境線について記述する。
太平洋戦争（大東亜戦争）末期から終戦直後にかけて、南樺太に侵攻したソビエト連邦が樺太（サハリン）全島を占領・実効支配した後、サンフランシスコ講和条約で日本が南樺太を放棄したことにより、日露両国の国境としては消滅した。ソ連が崩壊して以降は、ソ連を継承するロシア連邦が引き続き樺太全島を実効支配している。
日本政府が、北緯50度線をロシア領(北緯50度以北)と帰属未定地(北緯50度以南)の境界とみなしていることから、日本国内で発行される地図も北緯50度に境界線が引かれ、日本ともロシアとも異なる色で色分けされている。現在の日本政府は樺太南部の領有権を主張しているわけではなく、ロシアの施政に異議を唱える立場にもないと説明しており、樺太南部に在ユジノサハリンスク日本国総領事館も設置している一方、「ソ連は、サンフランシスコ平和条約には署名しておらず、同条約上の権利を主張することはできません」とし、ロシアによる統治を正式には承認していない。

## 位置情報
- 旧日露国境線東端（オホーツク海沿岸）：北緯50度0分0秒 東経143度59分24秒 / 北緯50.00000度 東経143.99000度
- 旧日露国境線西端（間宮海峡面）：北緯50度0分0秒 東経142度9分16.25秒 / 北緯50.00000度 東経142.1545139度

## 国境標石
- 日露戦争後の1905年、ポーツマス条約で樺太の北緯50度以南を日本が領有することとなり、翌1906年から1908年に掛けて、参謀本部陸地測量部の陸地測量師矢島守一を日本側の測量責任者とし、天文測量による日露両国の国境画定作業が行なわれ、東のオホーツク海沿岸から西の間宮海峡までの、おおよそ130kmの間に4基の天測境界標、17ヶ所に平均6kmごとに中間標石、19ヶ所に木標が建てられた。
- 標石の大きさは高さ64、正面幅30～50、側面幅18～30cm程度で将棋の駒のような形になっている。標石の一面には菊花紋章（菊の紋章）と「大日本帝国」、「境界」の文字、他面にはロシア帝国の双頭鷲紋章とキリル文字でロシア（РОССІЯ[4]）、1906、グラニーツァ（ГРАНИЦА　国境）の文字、側面には「天第一～四號　明治三十九年」、反対側面もアストロ（АСТР　天測）の刻字がある。

なお標石の頂部にある「模造」の文字は、東京都新宿区の明治神宮外苑絵画館前に保存されているレプリカのみで、樺太に設置されていた標石には「模造」の文字はない。

## 国境標石の所在地と現状
天測境界標
- 「天第一號」　敷香郡散江村遠内 - 1987年にソ連国境警備隊が撤去、台座も破壊された。標石はユジノサハリンスク（旧豊原市）のサハリン州郷土博物館（旧樺太庁博物館）に保存されている。
- 「天第二號」　敷香郡敷香町幌内川左岸 - 1994年に銃弾の跡が残る標石を現地住民が確認。1997年に根室市民がこれを譲り受けて市へ寄贈、北海道根室市の根室市歴史と自然の資料館（旧根室市郷土資料保存センター）に展示されている。
- 「天第三號」　敷香郡敷香町半田沢 - 1949年に撤去されユジノサハリンスク（旧豊原市）のサハリン州郷土博物館（旧樺太庁博物館）にあり天第一號と並べて展示されている。
- 「天第四號」　名好郡西柵丹村安別 - 1990年代に地元関係者によって撤去された。その後、船で運搬中に間宮海峡で船が転覆し、海中に没したと伝えられたが、2013年現在はサハリン州在住のロシア人男性が所有している[6]。1926年、樺太庁より明治神宮聖徳記念絵画館に模造品（レプリカ）が寄贈されて現存している[5]。

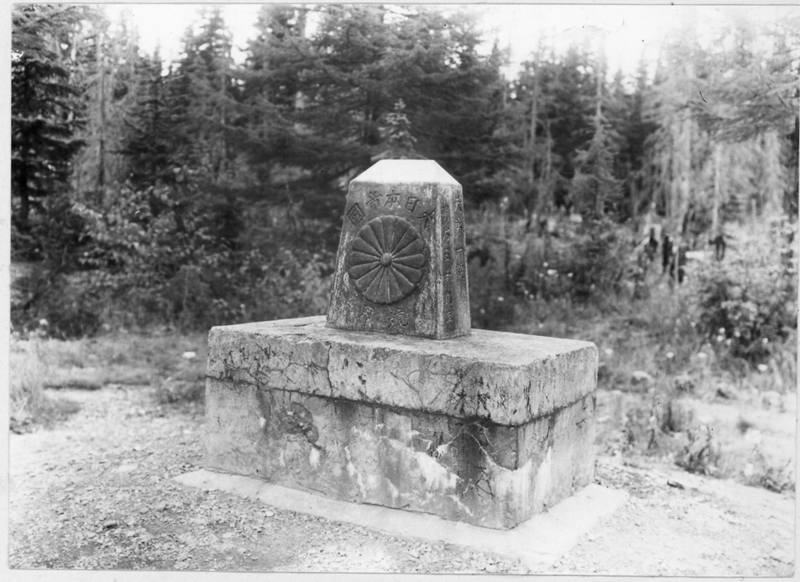
天第一號：日本側
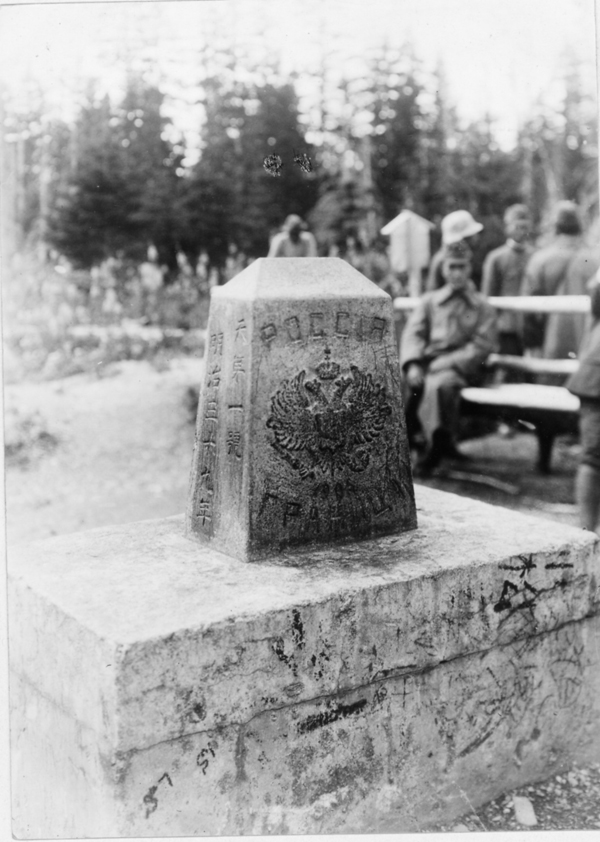
天第一號：ソ連側

中間標石
中間標石のレプリカ1基が、小樽市の水天宮境内に設置されている。

## 国境紛争
国境は北緯50度線と人為的なものであったが、国境紛争も起きていた。国境に関する観念は島国の日本側よりも大陸国であるロシア（ソ連）側の方が敏感であった。
- 1938年1月3日 - 新劇女優岡田嘉子が杉本良吉とともに半田沢からソ連に亡命。この事件を機に日本では翌1939年（昭和14年）に特別な理由なく樺太国境に近づくこと等を禁じた国境取締法が制定された。
- 1940年3月15日 - 樺太国境守備隊とソ連兵との間に衝突事件が起こる。